# Глоду (Леордени)
Глоду (рум. Glodu) насеље је у Румунији у округу Арђеш у општини Леордени. Oпштина се налази на надморској висини од 256 m.

## Становништво
Према подацима из 2002. године у насељу је живело 262 становника, од којих су сви румунске националности.